# Кайседо с шпори
„Кайседо с шпори“ (на английски: Caicedo (with Spurs)) е американски късометражен ням филм от 1894 година на режисьора и продуцент Уилям Кенеди Диксън с участието на венецуелския акробат Хуан Кайседо, заснет в лабораториите на Томас Едисън в Ню Джърси.

## В ролите
- Хуан Кайседо[2]